# Hương đạo

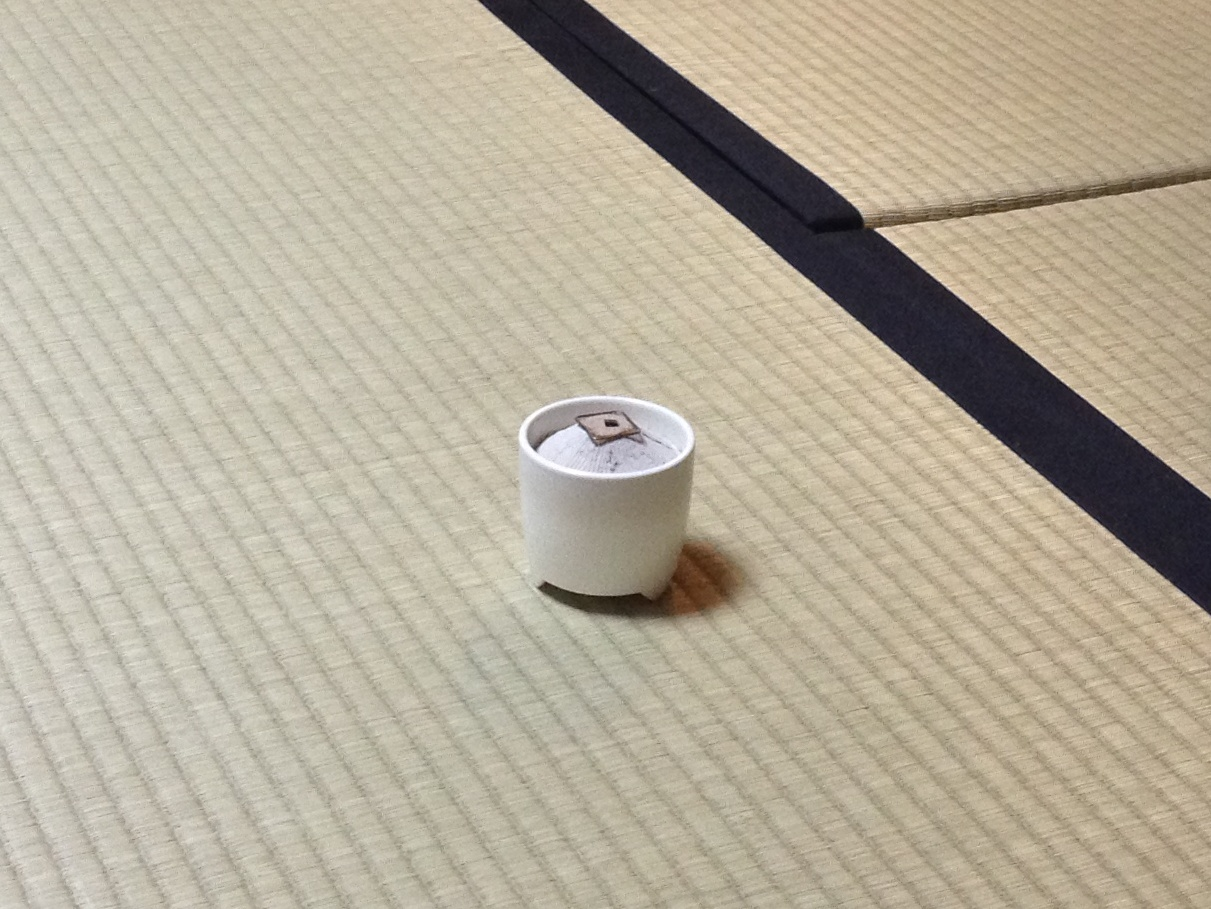
An incense burner (kōro) used for an ayameko (菖蒲香) game, a part of kōdō

Hương đạo (香道 / kodo) là nghệ thuật thưởng thức mùi hương của Nhật Bản. Hương đạo cùng hoa đạo và trà đạo hợp thành bộ ba mỹ đạo truyền thống Nhật Bản.

## Đặc điểm
Mười đức của hương (香の十徳 / ko no ju toku / hương thập đức):
- Cảm cách quỷ thần (感格鬼神): tăng khả năng cảm giác
- Thanh tịnh tâm thân (清浄心身): thanh tẩy cơ thể và tâm hồn
- Năng phất ô uế (能払汚穢): tẩy rửa chất độc chất bẩn trong người
- Năng giác thụy miên (能覚睡眠): thức tỉnh linh hồn
- Tĩnh trung thành hữu (静中成友): chữa cô đơn
- Trần lý du nhàn (塵裏愉閑): làm đầu óc bình tĩnh
- Đa nhi bất yếm (多而不厭): thừa thãi vẫn đẹp
- Mộ nhi tri túc (募而知足): ít vẫn đầy đủ
- Cửu tàng bất hủ (久蔵不朽): nhiều năm không hỏng
- Thường dụng vô chướng (常用無障): dùng hàng ngày không gây hại

## Phân loại
Loại hương: sáu nước năm mùi (lục quốc ngũ vị):
- Kyara (伽羅): Việt Nam: đắng
- Rakoku (羅国): Thái Lan: ngọt
- Manaka (真那伽): Malacca, Malaysia: không mùi
- Manaban (真南蛮): Bồ Đào Nha: mặn
- Sasora (佐曾羅): Ấn Độ: cay
- Sumotara (寸聞多羅): Indonesia: chua